# Tipula validicornis
Tipula validicornis är en tvåvingeart som beskrevs av Alexander 1934. Tipula validicornis ingår i släktet Tipula och familjen storharkrankar. Inga underarter finns listade i Catalogue of Life.